# Matthias Wiegand
Matthias Wiegand (Plauen, Saxònia, 22 de novembre de 1958) és un ciclista de l'Alemanya de l'Est, ja retirat, que es dedicà al ciclisme en pista, especialment en la persecució per equips. Del seu palmarès destaquen una medalla de plata als Jocs Olímpics de Moscou i dos Campionats del món.

## Palmarès en pista
- 1973
  - Campió de la RDA en Persecució per equips
- 1977
  -  Campió del món en Persecució per equips (amb Norbert Dürpisch, Gerald Mortag i Volker Winkler)
- 1978
  -  Campió del món en Persecució per equips (amb Uwe Unterwalder, Gerald Mortag i Volker Winkler)
- 1979
  - Campió de la RDA en Persecució per equips
- 1980
  -  Medalla de plata als Jocs Olímpics de Moscou en persecució per equips (amb a Uwe Unterwalder, Gerald Mortag i Volker Winkler)
  - Campió de la RDA en Persecució per equips

## Palmarès en ruta
- 1977
  - Vencedor d'una etapa al Giro de les Regions